# Rônai
Rônai település Franciaországban, Orne megyében. Lakosainak száma 180 fő (2022. január 1.). Rônai La Hoguette, Commeaux, Habloville, Montabard, Nécy, Neuvy-au-Houlme és Ri községekkel határos.

## Népesség
A település népessége az elmúlt években az alábbi módon változott:
| Lakosok száma | 151  | 156  | 168  | 171  | 173  | 175  | 177  | 179  | 180  |
|               | 2013 | 2015 | 2016 | 2017 | 2018 | 2019 | 2020 | 2021 | 2022 |